# Determinismus
Der Determinismus (von lateinisch determinare ‚festlegen‘, ‚Grenzen setzen‘, ‚begrenzen‘) ist die Auffassung, dass alle – insbesondere auch zukünftige – Ereignisse durch Vorbedingungen eindeutig festgelegt sind. Die Gegenthese (Indeterminismus) vertritt, dass es bestimmte Ereignisse gibt, die nicht eindeutig durch Vorbedingungen determiniert, sondern indeterminiert (= unbestimmt) sind.
In der Naturphilosophie wird ein allgemeiner Determinismus zumeist durch zwei Annahmen gestützt: erstens, dass sämtliche natürlichen Prozesse durch Naturgesetze bestimmt sind und dass zweitens die Bewegungsgleichungen dazu beim Einsetzen von exakten Werten eine eindeutige Lösung liefern und damit die Ergebnisse festlegen. Ob diese Annahmen durchgängig zutreffen, ist umstritten. Wenn das Weltgeschehen jedenfalls festgelegt ist, scheint dies einen Widerspruch für die Existenz eines freien Willens zu erzeugen. Ob dieser Widerspruch besteht, ist ebenso umstritten wie die jeweiligen Konsequenzen.
Es gibt keinen einheitlichen Determinismusbegriff, vielmehr gibt es verschiedene Varianten. Nach der klassischen Einteilung von William James lassen sich die philosophischen Auffassungen in harten und weichen Determinismus einteilen. Paul Edwards macht ferner die Einteilung in ethischen, logischen, theologischen, physikalischen und psychologischen Determinismus.

## Historische Entwicklung
Determinismus wurde durch griechische Philosophen des 7. und 6. Jahrhunderts vor Christus entwickelt, spezifisch durch die Vorsokratiker Heraklit und Leukipp. Später befassten sich Demokrit und Aristoteles und vorwiegend die Stoiker damit, in der römischen Antike auch Mark Aurel.
Der Determinismus ist eng verwandt mit dem Materialismus, deren Vordenker der Antike nach natürlichen Erklärungen der Wirklichkeit anstelle der mythologischen suchten. Als wesentlicher gedanklicher Vater des Determinismus gilt der antike griechische Philosoph Demokrit. Mit seiner Lehre des atomistischen Materialismus führte er alles Geschehen auf das Zusammenspiel elementarer natürlicher Abläufe zurück und entkoppelte damit die Natur von transzendenten und metaphysischen Einflüssen und der damals verbreiteten Auffassung, dass Götter beständig in das Weltgeschehen eingriffen.
Im Zeitalter der Aufklärung wurden diese antiken Ideen wieder aufgegriffen und weiterentwickelt. Einen Meilenstein bildet die 1770 veröffentlichte Arbeit Système de la Nature von Paul Henri Thiry d’Holbach. Darin beschreibt d’Holbach die Natur als ein geschlossenes System, das sowohl die Naturgesetze wie auch ewige Regeln der Moral umfasst. In der Natur gebe es nichts weiter als Materie, die sich bewegt und dabei in einer konsequenten Abfolge von Ursache und Wirkung eingebunden sei. Insbesondere wendet er sich mit dieser monistischen Auffassung gegen den Dualismus und die Position der Zweiteilung der Welt in Materielles und Geistiges.
Mit der Etablierung der klassischen Mechanik und des mechanistischen Weltbildes wurde von Vertretern des mechanistischen Determinismus, insbesondere von Pierre-Simon Laplace gefolgert, dass, wenn die Welt festgelegten physikalischen Gesetzen unterworfen ist und an keiner Stelle Ereignisse ohne Ursache (z. B. durch übernatürliche Phänomene oder durch objektiven Zufall) auftreten, dann zukünftige Ereignisse unausweichlich determiniert sein müssen. Ferner wurde – zugespitzt im laplaceschen Dämon – postuliert, dass ein „Weltgeist“, der die Gegenwart mit allen Details kenne, die Vergangenheit und Zukunft des Weltgeschehens in allen Einzelheiten vorhersagen könne (klassischer Determinismus oder Laplace’scher Determinismus).

## Grenzen der Determiniertheit

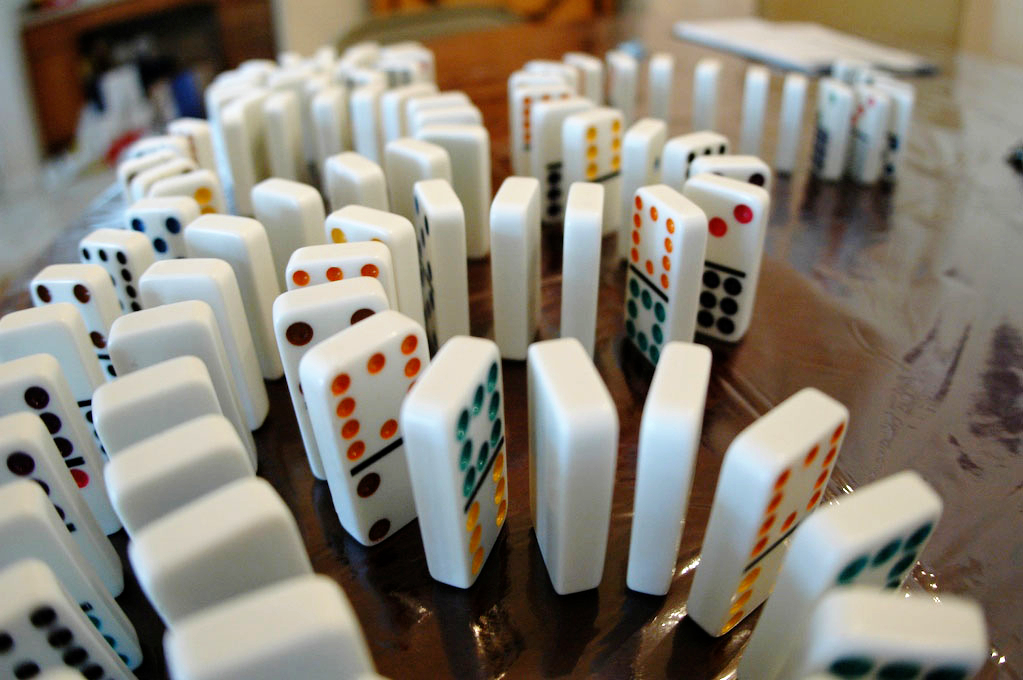
Dominosteine verdeutlichen die Kette von Ursache und Wirkung. Bereits mit dem umfallenden ersten Stein ist die Wirkung auch für den letzten Stein festgelegt.

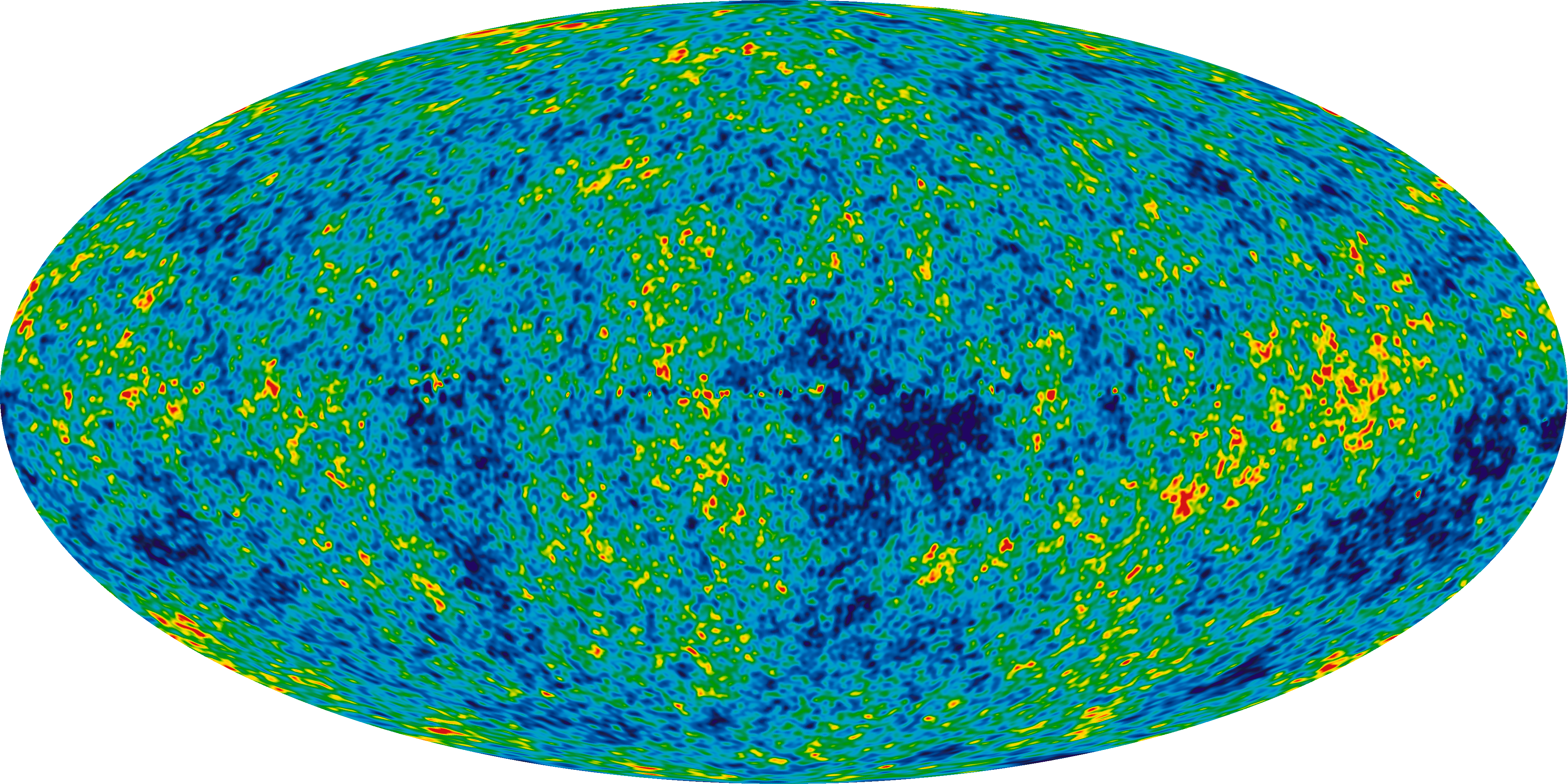
Dichtefluktuation des jungen Universums. Der harte Determinismus geht davon aus, dass bereits aus diesem anfänglichen Zustand alle Folgezustände des Universums unabänderlich festgelegt seien.

Aus neueren Disziplinen der Physik (Chaostheorie, Relativitätstheorie, Quantenphysik) haben sich verschiedene, jeweils prinzipielle Einwände gegen eine solche Vorhersagbarkeit ergeben.
Die französischen Mathematiker Henri Poincaré und Jacques Hadamard haben schon Ende des 19. Jahrhunderts entdeckt, dass selbst einfache dynamische Systeme wie das dreier sich anziehender Körper zu sehr komplizierten Bahnkurven führen und dass selbst so elementare physikalische Abläufe wie etwa die Bewegung eines Massenpunktes entlang von Geodäten bei kleinen Abweichungen im Anfangswinkel zu beliebig großen Änderungen im Ergebnis anwachsen. Ihre Arbeiten bilden heute die Grundlage der Chaosforschung. Deterministisches Chaos kann dazu führen, dass dynamische Systeme gar nicht oder nur für kurze Zeiträume vorhersagbar sind. Poincaré unterschied dazu, angesichts der von ihm entdeckten Komplexität der Phasenraumstruktur, zwischen starkem und schwachem Determinismus.
Deterministische Systeme sind zwar vollständig durch die Anfangsbedingungen festgelegt, aber nur eingeschränkt determiniert; Determiniertheit wird als der Grad der „Vorbestimmtheit“ solcher Systeme definiert, in enger Anlehnung an eine Vorhersagbarkeit. Dabei begrenzen sowohl praktische als auch prinzipielle Grenzen hinsichtlich der Genauigkeit der Messungen bzw. der Rechenschritte eine Vorhersage.
Der Physiker Walter Seifritz zeigt, dass der Verlauf idealer Billardkugeln bereits nach wenigen (etwa 8) Stößen nicht mehr exakt reproduzierbar ist. Er zeigt, ’’dass eine sehr kleine Störung, von der man zunächst vermutet, sie sei völlig vernachlässigbar, aufschaukeln und Imponderabilien ins Spiel bringen kann, so dass dieses nicht mehr vollkommen deterministisch beschrieben werden kann.’’

Chaotische Trajektorie eines idealisierten Doppelpendels

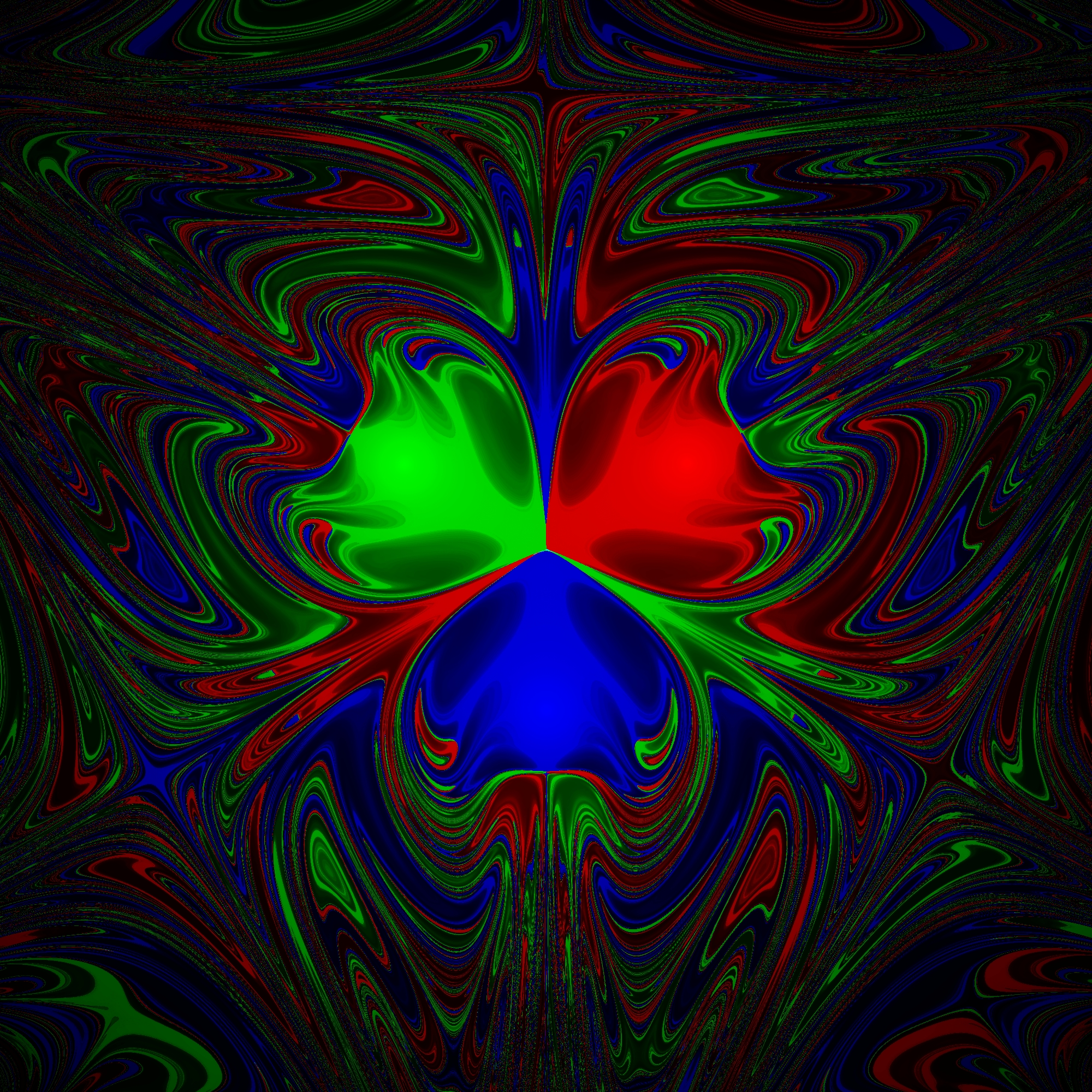
Phasenraum eines magnetischen Pendels über drei Magneten

Beispiele für deterministische Systeme, die so stark von Anfangszuständen abhängen, dass sie in der Praxis keine Vorhersage erlauben, seien der Wurf von Spielwürfeln oder die Ziehung von Kugeln im Urnenmodell – man spricht dabei auch von Zufall. Beispiele für partiell, für kurze Zeiträume vorhersagbare deterministische Systeme seien das Doppelpendel, das Magnetpendel, das Wetter oder Wirtschaftskreisläufe.
Im mathematischen Modell deterministisch chaotischer Systeme kann der Phasenraum eine fraktale Struktur mit unendlicher Rauheit aufweisen. Die unendliche Rauheit sagt aus, dass nicht nur kleine Abweichungen des Ausgangszustandes große Auswirkung auf den Ergebniszustand haben – siehe auch Schmetterlingseffekt – sondern, dass dies bereits durch unendlich kleine Abweichungen hervorgerufen wird. Deterministische Systeme können daher entlang fraktaler Phasenraumstrukturen (rippled bassins) nicht-deterministisches Verhalten ausprägen. Aufgrund unvermeidbaren Rauschens in praktischen Szenarien kann insbesondere eine on-off intermittency, also der spontane Wechsel zwischen gänzlich unterschiedlichem Systemverhalten auftreten.
Mit Norton’s Dome wurde 2003 ein Gedankenexperiment vorgestellt, das ganz ohne Abweichung im Ausgangszustand zu unterschiedlichen Resultaten führt und dabei vollständig konform zur Newtonschen Mechanik bleibt.
Es gibt noch eine Reihe weiterer Grenzphänomene, die üblicherweise zur Newtonschen Mechanik hinzugerechnet werden. Sie können die eindeutige Lösbarkeit der Differenzialgleichungen und den daraus abgeleiteten Determinismus zerstören: unendlicher Raum, unbeschränkte Geschwindigkeit, Kontinuität, Punkt-Partikel und Singularitäten.
Daneben werden einige Bereiche der Physik nicht durch deterministische, sondern durch probabilistische Gesetzmäßigkeiten beschrieben.
Konnte man in der klassischen Mechanik das Universum als ein kausales, konsequentes und eindeutiges System betrachten, das also vorhersehbar ist, so ist es mit der Einführung der Quantenmechanik ontologisch nicht mehr möglich, dies als selbstverständlich anzusehen. Einige grundlegende Phänomene der Realität können nur mit Begriffen der Wahrscheinlichkeit beschrieben werden. Da das gesamte Universum aus quantenmechanischen Teilchen besteht und daher alle Ereignisse und Phänomene davon beeinflusst sind, erstreckt sich das Prinzip der Unbestimmtheit auf das gesamte menschliche Wissensgebiet und hat tiefgreifende philosophische und theoretische Konsequenzen.
Die Frage des Determinismus in der modernen Physik bleibt jedoch umstritten: Einerseits basiert Albert Einsteins Relativitätstheorie auf deterministischen Annahmen, andererseits widersetzte sich Einstein der indeterministischen Sicht der Quantenmechanik, was in den berühmten Debatten mit Niels Bohr deutlich wird, die bis zu seinem Tod andauerten.
Außerdem zeigt die Chaos-Theorie, dass selbst in einem deterministischen Rahmen die Fähigkeit, die Entwicklung eines Systems genau vorherzusagen, oft begrenzt ist. Der Determinismus setzt eine strukturalistische Sicht des Universums voraus, die jedoch mit den menschlichen Grenzen des Wissens und des Verständnisses der Realität kollidiert. Selbst wenn das Universum einer strengen deterministischen Ordnung folgte, wäre die menschliche Fähigkeit, jedes Ereignis vorherzusagen und alle zugrunde liegenden Ursachen zu verstehen, aufgrund unserer begrenzten Perspektive und der inhärenten Komplexität der natürlichen Phänomene immer noch eingeschränkt.
Die (klassische) Thermodynamik beschäftigt sich mit Systemen aus vielen Teilchen, deren Systemzustand sich durch die Einzelzustände aller Teilchen zwar prinzipiell beschreiben ließe, wegen der Undurchführbarkeit der Messung und Berechnung wird darauf aber verzichtet und es wird in der statistischen Physik lediglich mit statistischen Mittelwerten gerechnet. So lassen sich, trotz weitgehender Unkenntnis über die mikroskopischen Teilchenzustände, dennoch sehr genaue Vorhersagen auf makroskopischer Ebene machen.
Der Formalismus der Quantenmechanik beschränkt sich ebenfalls auf probabilistische Aussagen über zukünftige Ereignisse. Wobei die Genauigkeit einer Vorhersage auch mit beliebiger Steigerung der Messgenauigkeit, die durch die Unschärferelation begrenzt ist, nicht besser als ein bestimmter Wert gemacht werden kann. Viele Physiker, darunter insbesondere die Vertreter der Kopenhagener Interpretation, haben dies damit erklärt, dass unsere Welt auf der mikroskopischen Ebene der Quantenmechanik fundamental nicht-deterministisch sei. Daneben gibt es aber auch deterministische Deutungen (De-Broglie-Bohm-Theorie, Ensemble-Interpretation, Viele-Welten-Interpretation). Die Einschätzung, ob unsere Welt in ihren Grundbausteinen deterministisch oder indeterministisch sei, hängt davon ab, welche Interpretation und philosophische Haltung man einnimmt. Dabei basieren diese unterschiedlichen Interpretationen auf demselben mathematischen Formalismus und liefern dieselben Vorhersageergebnisse. Die Schrödingergleichung – die der ungestörten zeitlichen Entwicklung von (nichtrelativistischen) Quantensystemen zugrundeliegende Differentialgleichung – ist vollständig deterministisch, also ihre Lösungen bei Vorgabe von Anfangsbedingungen eindeutig. Erst durch den Messvorgang kommt Indeterminismus in die Quantenwelt, was auch als Messproblem bezeichnet wird.
Der Physiker Stephen Hawking verwendet den Begriff Determinismus für alle Interpretationen der Quantenmechanik, auch für die einschlägig als indeterministisch bezeichneten Varianten. Er begründet diese Wortwahl damit, dass so der mögliche falsche Eindruck der Regellosigkeit vermieden werde. Auch unter der Annahme einer fundamentalen Zufälligkeit der Natur würden statt einer bestimmten Zukunft und Vergangenheit eben die Wahrscheinlichkeiten für verschiedene mögliche Zukünfte und Vergangenheiten durch die Naturgesetze exakt bestimmt, d. h. determiniert.

### Statistischer Determinismus
Der statistische Determinismus geht davon aus, dass, auch wenn individuelle Ereignisse nicht vorhersagbar seien, sich für Gruppen von Ereignissen oft dennoch bestimmte, statistische Zusammenhänge ermitteln und für Prognosen nutzen lassen. Adolphe Quetelet und Henry Thomas Buckle, die als erste soziale Phänomene nach statistischen Methoden untersuchten, gelten als wesentliche Protagonisten des statistischen Determinismus. Sie stießen auf erstaunlich stabile Regularitäten bei der Zahl der Geburten, Sterbefälle, Heiraten, verschiedener Straftaten und bei Selbstmordraten und folgerten, dass dies auf zugrundeliegende Gesetzmäßigkeiten hindeute.
Die von ihnen mitentwickelten statistischen Methoden ähneln denen, die in der Geodäsie oder der Meteorologie eingesetzt werden. Dies geschieht unter Einbezug umfangreicher Datenbestände und dem Bemühen, darin Muster zu finden, die als Gesetzmäßigkeiten identifizierbar sind. Heute ordnet man diese Methoden auch dem Bereich der Mustererkennung zu.

### Adäquater Determinismus
Aus der Synergie von Informationstheorie und Physik entstanden Erklärungsansätze, die versuchen, (scheinbare) Widersprüche zwischen Indeterminismus auf der mikroskopischen Ebene der Quantenteilchen und Determinismus auf der makroskopischen Ebene der Astronomie bzw. des Alltagsgeschehens aufzulösen, sowie auch dem freien Willen zwischen unausweichlichen Gesetzmäßigkeiten, Chaos und reinem Zufall eine Bedeutung zu verleihen. Vor allem der Harvard-Wissenschaftler Robert O. Doyle (* 1936) propagiert dazu den Begriff des adäquaten Determinismus.
Dabei wird davon ausgegangen, dass nicht etwa alle Information (über die Zukunft) seit Anbeginn des Universums bereits vorliegt, sondern (objektiver) Zufall auf Quantenebene für einen beständigen Eintrag von Information sorgt. Durch einen zweistufigen Prozess, Zufall plus Selektion, könne dann Struktur emergieren, die diesen Informationsgehalt trägt. Doyle sieht in dem Prozess der Kreativität „alle Handlungen, die neue Information in das Universum bringt“, sei dies die Entstehung neuer Sterne und Galaxien oder die Komposition eines Musikstückes.
Durch Einträge des quantenmechanischen Zufalls in beobachtbare, makroskopische Objekte wird also Neues kreiert und Information (irreversibel) erzeugt und festgehalten. Laut der informationstheoretischen Interpretation ist Information gleichzusetzen mit Negentropie, also negativer Entropie. An bestimmten Stellen sinkt durch kreative Prozesse die Entropie. Es muss dabei gleichzeitig Entropie in die Umgebung abgegeben werden, damit der 2. Hauptsatz der Thermodynamik unverletzt bleibt.
Erwin Schrödinger definiert Leben in seinem Buch Was ist Leben? als etwas, das negative Entropie aufnimmt und speichert. Das bedeutet, dass Leben etwas sei, das Entropie exportiert und seine eigene Entropie niedrig hält: Negentropie-Import ist Entropie-Export.
Da wir in einem expandierenden Universum leben, nimmt die Menge der möglichen Zustände zu, so dass gleichzeitig die Entropie wie auch die Information im Universum zunehmen kann.

## Fachspezifischer Determinismus

### Geschichtsdeterminismus
Philosophen und Historiker haben kontrovers diskutiert, ob es gesetzartige Zusammenhänge gibt, die historische Prozesse bestimmen und somit historische Entwicklung festlegen und gegebenenfalls auch eine Vorhersage der Zukunft ermöglichen. Hierzu könnte beispielsweise die Kulturzyklentheorie oder Oswald Spenglers Geschichtsmorphologie gezählt werden. Der Vorwurf des Historizismus wird gegen weite Bereiche der Geschichtsphilosophie erhoben, z. B. von Karl Popper, der ihn als Irrglauben bezeichnet hat. Darüber hinaus hat Theodor Lessing „Geschichte als Sinngebung des Sinnlosen“ kritisiert, insofern sie geschichtliche Fakten teleologisch als Resultat der Geschichte erklärt.

### Technikdeterminismus
Technikdeterminismus bezeichnet die Auffassung, Technik determiniere den gesellschaftlichen Wandel.

### Geodeterminismus
Geodeterminismus (auch Naturdeterminismus, Umweltdeterminismus oder Ökodeterminismus) ist ein Forschungsansatz der Wirtschaftsraumanalyse, der besagt, dass die unterschiedliche Wirtschaftsentwicklung in verschiedenen Teilen der Welt in erster Linie durch die natürliche, ursprüngliche Ausstattung bestimmt ist.

### Klimadeterminismus
Klimadeterminismus ist ein Unteraspekt des Geodeterminismus und entstammt der Historischen Klimatologie. Er umfasst Deutungen und Modelle, die Änderungen individueller oder gesellschaftlicher Verhältnisse als Reaktionen auf Klimaänderungen erklären. Andere Umweltfaktoren oder soziale Einflüsse werden dabei ebenso ausgeblendet wie die aktive Rolle des Menschen in der Interaktion mit seiner Umwelt. Beispiele für klimadeterministische Positionen finden sich in antiken Vorstellungen von der Bestimmung von Charakteren durch regionale Witterungsbedingungen (siehe Klima (Historische Geographie)), etwa bei Aristoteles, und waren auch im 19. und 20. Jahrhundert noch verbreitet, so bei Ellsworth Huntington. Aristoteles begründete eine seiner Meinung nach vorhandene Überlegenheit der Griechen über die Barbarenvölker mit dem in Griechenland herrschenden Klima. Huntington erklärte wirtschaftliches und gesundheitliches Wohlergehen von Gesellschaften und Bürgern mit dem jeweiligen Klima der Region, in der sie beheimatet waren. Kriegsgefahren direkt auf die globale Erwärmung zurückzuführen, ohne dabei weitere notwendige Faktoren zu berücksichtigen, wird ebenfalls als deterministisch kritisiert.

### Linguistischer Determinismus
Hypothese von Benjamin Lee Whorf, dass die Grammatik und der Wortschatz der Sprachen die Vorstellung der Sprachgemeinschaft von der Welt forme, so dass verschiedene Sprachgemeinschaften die Welt unterschiedlich sehen, und zwar umso verschiedener, je mehr ihre Sprachen sich unterscheiden.

### Biologischer Determinismus
Der biologische Determinismus vertritt die Auffassung, dass der Mensch ausschließlich oder überwiegend von seiner biologischen Natur bestimmt wird und nicht von seiner sozialen bzw. kulturellen Umwelt.
Den Einfluss biologischer Faktoren sehr hoch zu bewerten wird auch als Biologismus bezeichnet, als Gegenstück zum Soziologismus bzw. Kulturalismus, der soziale bzw. kulturelle Einflussfaktoren als primär maßgeblich einstuft. Entsprechend werden auch die Bezeichnungen Sozialdeterminismus und Kulturdeterminismus verwendet.

### Genetischer Determinismus
Der genetische Determinismus vertritt die Überzeugung, wonach alle Lebensformen und -vorgänge aus der Anzahl, Anordnung und dem Zusammenwirken von Genen vollständig erklärt werden können bzw. sich die Zelle auf ein Genom reduzieren lässt.

### Logischer Determinismus
Der logische Determinismus basiert auf zwei Prinzipien:
1. Korrespondenztheorie der Wahrheit
Das erste Prinzip ist die Korrespondenztheorie der Wahrheit, welche besagt, dass Wahrheit die Übereinstimmung zwischen dem erkennenden Verstand und der Sache ist (lateinisch: Veritas est adaequatio intellectus et rei – „Wahrheit ist die Angleichung des Verstandes und der Sache“). Demnach ist eine Aussage wahr, wenn sie mit der Realität übereinstimmt.
2. Prinzip der Zweiwertigkeit (Bivalenzprinzip)
Das zweite Prinzip ist das Prinzip der Zweiwertigkeit, welches besagt, dass jede Aussage entweder wahr oder falsch ist und auch nur einer dieser beiden Wahrheitswerte angenommen werden kann.
Aus der Kombination dieser beiden Prinzipien ergibt sich ein starkes Argument für den logischen Determinismus. Wenn wir annehmen, dass jede Aussage entweder wahr oder falsch ist (Bivalenzprinzip bzw. Prinzip der Zweiwertigkeit) und dieser Wahrheitswert mit der Realität übereinstimmen muss (entsprechend der Korrespondenztheorie), wird angenommen das daraus folgt, dass das zukünftige Ereignis, auf das sich die Aussage bezieht, bereits festgelegt sein muss. Ein passendes Beispiel wäre. Die Aussage „Du wirst am 1. Oktober 2525 heiraten“ hat bereits heute einen bestimmten Wahrheitswert – sie ist entweder wahr oder falsch. Wenn wir diesen Wahrheitswert kennen könnten, dann wüssten wir, dass das Ereignis der Heirat entweder eintreten muss oder nicht. Daraus folgt, dass die Zukunft nicht offen, sondern bereits determiniert ist.
Die Wurzeln dieser Problematik finden sich bei Aristoteles in De Interpretatione (Kapitel 9), wo er die Frage diskutiert, ob Aussagen über kontingente zukünftige Ereignisse (also Ereignisse, die möglicherweise eintreten, aber nicht notwendig sind) heute bereits wahr oder falsch sein können. Aristoteles argumentiert, dass solche Aussagen nicht notwendigerweise wahr oder falsch sind, sondern in einem Zustand der Unbestimmtheit verbleiben, bis das Ereignis eintritt. Dies bietet eine Möglichkeit, den logischen Determinismus zu umgehen, indem man die Zweiwertigkeit von Aussagen über die Zukunft infrage stellt.

### Theologischer Determinismus
Theologischer Determinismus ist die Auffassung, dass Gott alle Ereignisse in der Geschichte der Welt festlegt. Grundlage dazu ist die Allmacht und Allwissenheit Gottes. Diese Sichtweise findet sich in vielen monotheistischen Religionen, einschließlich Judentum, Christentum und Islam.
Dies wirft zunächst die Frage auf, wie die göttliche Vorherbestimmung mit Naturgesetzen zu vereinbaren ist und an welchen Stellen überhaupt göttlicher Einflussbereich verbleibt, ohne die Naturgesetze zu verletzen.
Das Vorherbestimmtsein der Wirklichkeit – sei es durch göttliche Allmacht oder durch die Gesetzmäßigkeit der Natur – erzeugt ferner zahlreiche Probleme in verschiedenen religionsphilosophischen und dogmatischen Bereichen.
Die meisten Religionen und deren Interpreten vertreten einen Freien Willen des Menschen; die theistischen Religionen lehren, ihren üblichsten Interpretationen zufolge, zudem die Existenz eines allwissenden und allmächtigen Gottes. Einigen Philosophen und Theologen zufolge ist es erklärungsbedürftig, ob und wie diese drei Thesen kompatibel sind. Darüber hinaus wird diskutiert, ob und wie Gottes Allmacht mit einem vollständigen Determinismus des Naturablaufs kompatibel ist, wenn Allmacht auch die Fähigkeit zu einem Eingreifen Gottes nach der Schöpfung meint. Eine klassische Lösung besteht darin, dass der ewige Gott nicht der Zeit unterliegt, sondern Welt und Zeit hervorbringt und dabei auch diejenigen Ereignisse, welche Menschen als Wunder oder als Ausnahme von Naturgesetzen erscheinen.
Nelson Pike meint, dass Vorherwissen und Vorherbestimmung im Falle eines allwissenden Wesens, das sich nicht irren kann, enger zusammenhängen. Anthony Kenny weist darauf hin, dass Gleichzeitigkeit eine Transitive Relation sei. Wenn Gottes Wirken mit jedem Augenblick gleichzeitig ist, dann sind alle Ereignisse gleichzeitig. Ersteres lehrt ihm zufolge Thomas von Aquin. Da letzteres absurd sei, müsse ein solcher Gottesbegriff aufgegeben werden.
In monotheistischen Theologien wurden unterschiedlich starke Thesen über die objektive oder menschlich einsichtige Planmäßigkeit göttlichen Wirkens und über das Ausmaß des Bewirktwerden des Einzelnen durch Gott vertreten. Eine Extremform ist die These, dass überhaupt nur einzelne Atome für je nur einzelne Zeitmomente von Gott geschaffen werden und es weder eine fortdauernde Substanz noch stabile Naturgesetze gibt – ein sogenannter Okkasionalismus, der u. a. in einigen Schulen des arabischen Kalām vertreten wurde und mit einer starken Betonung des göttlichen Willens (sog. Voluntarismus) einhergeht, welchem gegenüber die menschliche Rationalität und die von ihr unterstellten Stabilitäten und Gesetzmäßigkeiten haltlos werden. Dieser Okkasionalismus ist offensichtlich inkompatibel mit einem physikalischen Determinismus.
Je stärker Gottes Wirken als Hervorbringung bzw. Vorherbestimmung von Einzelereignissen verstanden wird, desto erklärungsbedürftiger wird die Vereinbarkeit des Übels mit dem Verständnis der Güte Gottes, das sogenannte Theodizeeproblem. Wenn es einen durchgängigen Determinismus gäbe, wären alle menschlichen Handlungen, auch die bösen, mittelbar auf Gott zurückzuführen. Dieser könnte von Menschen nicht die Vermeidung des Bösen fordern und wäre sogar selbst nicht vollkommen gut. Da sich nach den Argumenten der natürlichen Theologie jedoch Gott als existent und vollkommen gut zeigen lässt, kann es keine vollständige Determination der Welt geben.
Weitere theologische Problembereiche sind die Diskussion über eine Vorherbestimmung (Prädestination) einzelner Individuen zu ihrem jeweiligen endzeitlichen Heil bzw. zur Möglichkeit, überhaupt religiös zu glauben oder Gnadengaben zu erwerben.

## Freier Wille
Die Vereinbarkeit von Determinismus und Willensfreiheit wird, unter anderem in der Philosophie des Geistes, nach wie vor kontrovers debattiert.
Zahlreiche Philosophen vertreten die Auffassung, dass sich Determinismus und Willensfreiheit ausschließen (Inkompatibilismus). Entweder, bei einer deterministischen Deutung der Wirklichkeit, sei die Willensfreiheit eine Illusion (harter Determinismus), oder aber, Willensfreiheit sei real, die Wirklichkeit dann aber nicht deterministisch (Libertarismus). Die Gegenthese lautet, dass auch dann, wenn die Wirklichkeit deterministisch sei, Willensfreiheit real sein könne (Kompatibilismus oder weicher Determinismus). Ein Inkompatibilist hält also, wenn er die Willensfreiheit für real erachtet, den Determinismus für falsch, bzw. umgekehrt. Beide Positionen wurden und werden von Inkompatibilisten vertreten.

Die verschiedenen Positionen bezüglich Determinismus und Willensfreiheit

Eine inkompatibilistische Position wird zumeist begründet durch die Verteidigung einer Reduzierbarkeit mentaler Zustände auf natürliche bzw. physikalische Zustände. Denn wenn ein mentaler Zustand identisch ist mit einem Zustand, der mit Termini deterministischer physikalischer Theorien beschrieben wird, dann sind auch mentale Zustände und insbesondere willentliche Entscheidungen determiniert. Einen solchen Reduktionismus oder eine Nichtexistenz des Geistigen (siehe Materialismus und Eliminativismus) vertreten insbesondere Theoretiker, die grundsätzlich argumentieren, dass es überhaupt nur natürliche Objekte gibt, sogenannte Naturalisten.
Es wird oft vertreten, dass die Zufälligkeit thermodynamischer oder quantenmechanischer Prozesse irrelevant ist für die Frage, ob Willensfreiheit möglich sei. Dies wird damit begründet, dass unser Freiheitsbegriff eine durch Gründe selbstbestimmte Entscheidung meint und keine durch Zufall bestimmte Ereignisabfolge.
Auch die theologische Annahme eines Vorherbestimmtseins aller Ereignisse durch Gott (theologischer Determinismus) wirft für einige Theoretiker Probleme für die Realität eines freien Willens auf (siehe oben).

## Begriffliche Abgrenzung
Die philosophischen Positionen Fatalismus und Prädestination zeichnen sich ebenfalls durch Vorherbestimmung aus. Im Detail ist die Besonderheit des Determinismus die Kausalität, also dass der Zustand eines isolierten Systems zur Zeit t+dt durch seinen Zustand zur Zeit t determiniert ist. Bei Fatalismus und Prädestination wird von einem offenen System ausgegangen, dessen zukünftiger Zustand durch den äußeren Eingriff des Schicksals determiniert wird und nicht durch den aktuellen Zustand. Fatalismus und Prädestination unterscheiden sich untereinander wiederum dadurch, dass hypothetische Götter im Fatalismus ebenfalls dem Schicksal unterworfen sind und in der Prädestination das Schicksal durch einen hypothetischen freien Willen steuern.

## Vertreter
- John Earman (* 1942)
- Alfred Jules Ayer (1910–1989)
- Albert Einstein (1879–1955)
- Max Planck (1858–1947)
- John Stuart Mill (1806–1873)
- Pierre-Simon Laplace (1749–1827)
- Paul Henri Thiry d’Holbach (1723–1789)
- David Hume (1711–1776)
- Julien Offray de La Mettrie (1709–1751)
- John Locke (1632–1704)
- Baruch de Spinoza (1632–1677)
- Thomas Hobbes (1588–1679)
- Nicolai Hartmann (1882–1950)
- Robert Sapolsky (g. 1957)